# Lenny (album)
Pour les articles homonymes, voir Lenny.
Albums de Lenny Kravitz
Greatest Hits
(2000) Baptism
(2004)
Lenny est le titre du sixième album du chanteur et musicien américain Lenny Kravitz, sorti le 30 octobre 2001, sous le label Virgin Records. Quatre singles paraitront après la sortie du disque, Dig In, Stillness Of Heart, Believe In Me et If I Could Fall In Love.
Lenny Kravitz, qui a été écrit et composé les morceaux de l'album, en est également le producteur.

## Liste des titres
1. Battlefield of Love - 3:14
2. If I Could Fall in Love - 4:22
3. Yesterday Is Gone (My Dear Kay) - 3:52
4. Stillness of Heart - 4:15
5. Believe in Me - 4:42
6. Pay to Play - 2:48
7. A Million Miles Away - 4:32
8. God Save Us All - 3:53
9. Dig In - 3:37
10. You Were in My Heart - 5:30
11. Bank Robber Man - 3:32
12. Let's Get High - 5:40